# Mar Chiquita (Buenos Aires)
Mar Chiquita is een plaats in het Argentijnse bestuurlijke gebied Mar Chiquita in de provincie Buenos Aires. De plaats telt 397 inwoners.

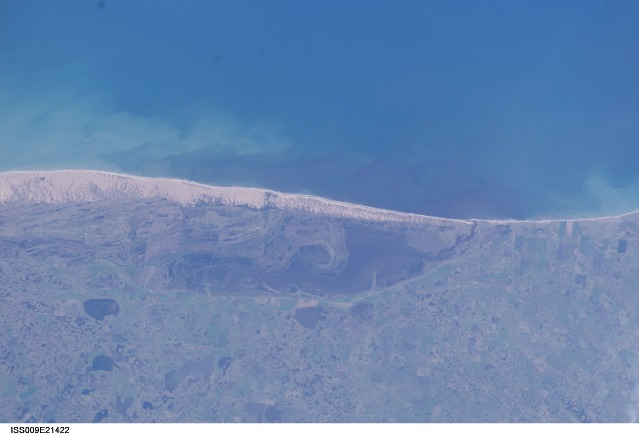
Lagune van Mar Chiquita